# Taeniopteryx lonicera
Taeniopteryx lonicera — вид веснянок родини Taeniopterygidae. Цей вид мешкає у річках Північної Америки від північних кордонів США до Техасу та Каліфорнії.